# Скірче
Скі́рче — село в Україні, у Луцькому районі Волинської області. Входить до складу Торчинської селищної громади. Населення становить 503 особи. Розташоване в долині, через яку протікає річка Безіменна — притока Чорногузки.

## Назва
Місцеві жителі вважають, що назва села пішла від слова «корчувати», інші пояснюють походження назви від польського слова «скурче» — криве, погане, нездале. 1810 року вперше зустрічається назва Скірче, Скорче.

## Археологія
У східній частині Скірчого помітні сліди городища, на якому виявлено культурний шар. На захід від городища є сліди відкритого давньоруського селища, де виявлено культурний шар часів Давньої Русі.

## Історія
Село вперше згадується в документах у 1609 року, у зв'язку з будівництвом мурованого цегляного костелу на честь Успіння найсвятішої діви Марії і Івана Хрестителя. Заснував і профінансував будівництво костелу луцький підкоморій Ян Харленський. У 1613 році королівський дворянин Кшиштоф Харленський пожертвував на утримання костелу село Кроватка. Костел було освячено єпископом Анжеєм Генбіцьким.
У міжвоєнний період село належало до гміни Чаруків Луцького повіту Волинського воєводства. У 1930-х роках в селі налічувалося 179 господарств. В Скірчі був римо-католицький костел Успіння найсвятішої діви Марії і Івана Хрестителя, дерев'яна православна церква святого Миколая і початкова школа з польською мовою навчання.
1944 року село було повністю знищене, збереглися лише школа та бібліотека, які ще досі функціонують.
Під час бойових дій радянські війська знищили православну церкву, а 1957 року місцеве радянське керівництво наказало розібрати давній римсько-католицький костел, який свого часу відвідувала відома польська письменниця та громадська діячка Єва Фелінська, яка 1859 року померла в селі Воютин (нині Луцького району), але, за переказами, була похована саме на цвинтарі в селі Скірче (могила не збереглася).

## Сучасність
Село Скірче нараховує 157 дворів, половина мешканців — пенсіонери. Немає водопроводу, нормальної дороги і навіть доброго сполучення із районним центром. Лише на початку 2005 року була встановлена нова лінія електромережі, яка обслуговує майже 600 споживачів. Газифіковано на початку 2009 року, в селі працює три крамниці, які забезпечують село всім необхідним для повсякденного життя. Приватне сільськогосподарське підприємство «Дружба» орендує земельні паї Скірченської сільської ради, а відтак забезпечує мешканців робочими місцями.
На місці, де стояв мурований католицький польський костел та на кладовищі на якому похована польська письменниця Єва Фелінська, що підтверджуєттся кам'яною плитою, в травні 2022 року, згідно загальноукраїнським трендом, було прибрано польське кладовище. Цим зайнялись місцеві селяни.

## Населення
Згідно з переписом УРСР 1989 року чисельність наявного населення села становила 530 осіб, з яких 234 чоловіки та 296 жінок.
За переписом населення України 2001 року в селі мешкало 469 осіб.

### Мова
Розподіл населення за рідною мовою за даними перепису 2001 року:
| Мова       | Відсоток |
| ---------- | -------- |
| українська | 99,80 %  |
| російська  | 0,20 %   |

## Освіта
В селі діє загальноосвітня школа І-ІІ ступеня. Заснована 1908 року. Сучасне приміщення споруджено у 1974 році. З часу заснування школа дала путівку в життя понад 1000 випускникам. Сьогодні в школі навчається 70 учнів, з них 16 дітей з села Жуковець.

## Культура
- Селищний будинок культури
- Селищна бібліотека

## Релігія
- Церква Святого Миколая Чудотворця (1988—1992) дерев'яна, однобанна, у традиціях волинської школи церковного зодчества, належить громаді ПЦУ.[5] Неподалік розташований старіший храм, що збудований 1756 року.[11] Наприкінці серпня 2018 року неподалік храму, за ініціативи сільського голови Світлани Федонюк, встановлений образ святителя Миколая Чудотворця, викарбуваний на камені. Обряд освячення святині провів настоятель місцевої Миколаївської парафії отець Павло Борунов.[12]

## Цікаві факти
Мешканець села Олексій Карпович (1906-після 2010) — місцевий довгожитель, прожив понад 100 років.
На північ від села навпроти сучсаного кладовища розташоване старе. На ньому збереглось декілька мурованих хрестів без епітафій.